# Mychal Givens
Mychal Antonio Givens (Tampa, 13 maggio 1990) è un giocatore di baseball statunitense, lanciatore di rilievo per i Chicago Cubs della Major League Baseball.

## Carriera

### Minor League (MiLB)
Givens frequentò la Henry B. Plant High School di Tampa, sua città natale. Dopo aver ottenuto il diploma venne selezionato nel 2º turno, come 54ª scelta assoluta del draft MLB 2009 dai Baltimore Orioles, ottenendo un bonus alla firma di 800.000 dollari.
Dalla sua prima stagione in minor league, nel 2010, fino al 2012, Givens giocò nel ruolo di interbase. Nel suo primo anno giocò nella classe A, A-breve e Rookie, l'anno successivo nelle classi A e A-breve e nel 2012 esclusivamente nella classe A.
Passò al ruolo di lanciatore nel 2013. Nel 2014 venne promosso alla classe A-avanzata e nello stesso anno alla Doppia-A.

### Major League (MLB)

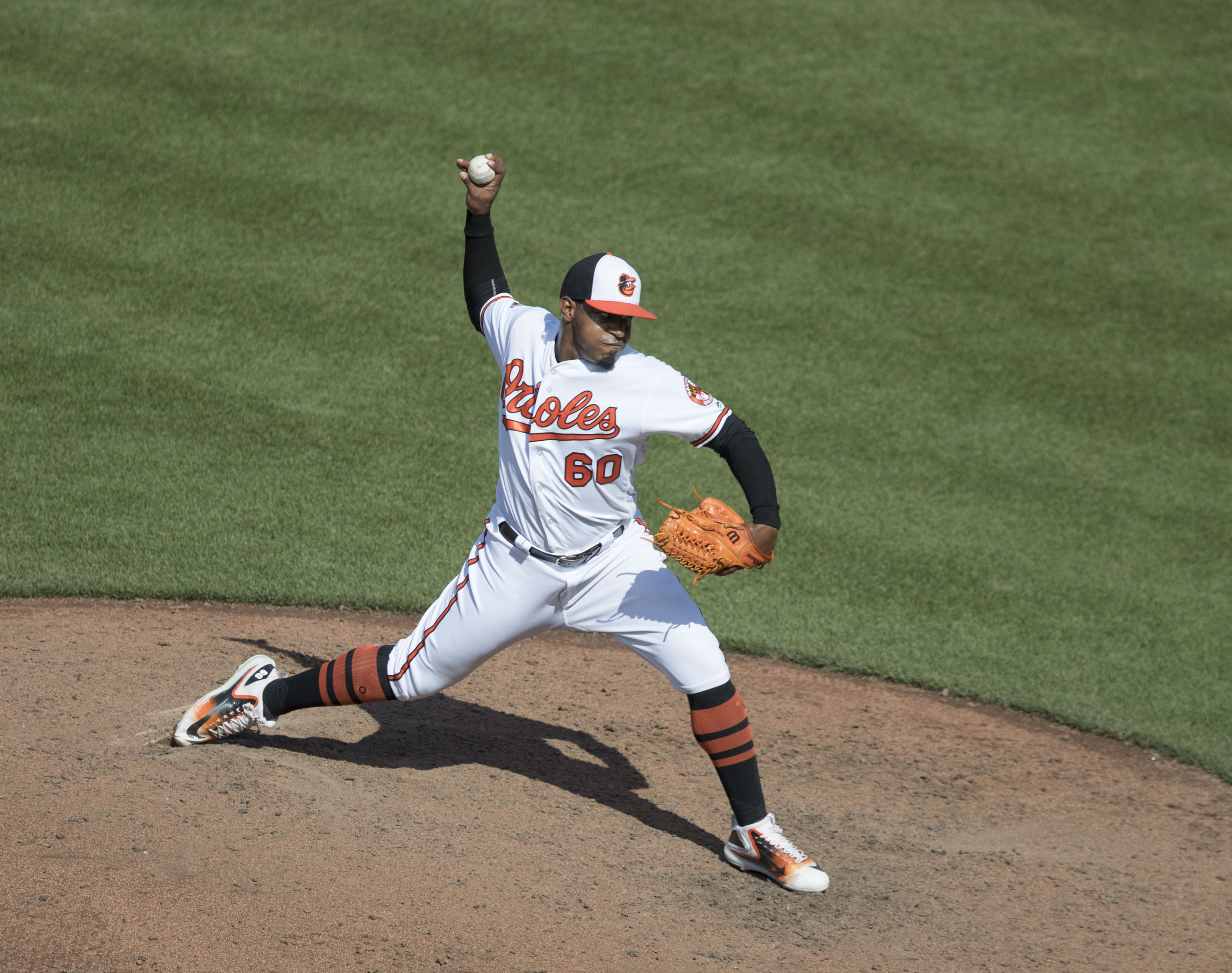
Givens con gli Orioles nel 2017

Givens debuttò nella MLB il 14 giugno 2015, al Fenway Park di Boston contro gli Boston Red Sox. Concluse la stagione con all'attivo 22 partite disputate nella MLB e 35 nella Doppia-A.
Nel 2016 venne schierato nella giornata inaugurale come primo lanciatore di rilievo dell'opening day. Al termine della stagione regolare, Givens giocò nella sua prima post stagione durante il Wild Card Game contro i Blue Jays. Entrò in gara in situazione di pareggio 2-2 con i corridori in prima e terza base. Forzò un doppio gioco nel primo lancio, che consentì la fine del 5º inning. Venne sostituito dopo aver eliminato con strikeout tre battitori in 21⁄3 inning, nonostante la prestazione del giocatore la squadra perse la partita per 5-2 nel 11º innings.
Nel 2019, gli Orioles assegnarono a Givens il ruolo di lanciatore di chiusura della squadra.
Il 30 agosto 2020, gli Orioles scambiarono Givens con i Colorado Rockies per i giocatori di minor league Tyler Nevin e Terrin Vavra, più un giocatore da nominare in seguito.
Il 28 luglio 2021, i Rockies scambiarono Givens con i Cincinnati Reds per i giocatori di minor league Case Williams e Noah Davis. Divenne free agent al termine della stagione.
Il 23 marzo 2022, Givens firmò un contratto annuale con i Chicago Cubs.

## Nazionale
Givens venne convocato dalla Nazionale di baseball degli Stati Uniti d'America per l'edizione 2017 del World Baseball Classic, ottenendo come il resto della squadra al termine della competizione, la medaglia d'oro.

## Palmarès

### Nazionale
- World Baseball Classic:  Medaglia d'Oro

Team USA: 2017